# یونکرس یومو ۰۰۴
یونکرس یومو ۰۰۴ (به انگلیسی: Junkers Jumo 004) اولین موتور توربوجت در کاربرد عملیاتی بر روی هواپیما و همچنین نخستین موتور توربوجت موفق با کمپرسور محوری بوده‌است. حدود ۸۰۰۰ از این موتور توسط شرکت آلمانی یونکرس در دوران جنگ جهانی دوم ساخته شدند که برای به حرکت درآوردن مسرشمیت ام‌ئی ۲۶۲ (نخستین هواپیمای جنگنده دارای موتور جت) و همچنین آرادو آر ۲۳۴ و تعدادی از جنگنده‌های دیگر مانند هورتن هو ۲۲۹ در سال‌های پایانی جنگ جهانی دوم به کار رفت.